# Homalothecium congestum
Homalothecium congestum là một loài rêu trong họ Brachytheciaceae. Loài này được Sw. ex Hedw. A. Jaeger mô tả khoa học đầu tiên năm 1878.